# Rexel
Rexel est un groupe français fondé en 1967, actif dans la distribution de matériel électrique, de chauffage, d'éclairage et de plomberie mais aussi dans les énergies renouvelables et les produits et services d'efficacité énergétique, l'habitat connecté, et les services comme la location d'outillage portatif ou des suites logicielles à destination des professionnels.
Le groupe dispose de 1 950 points de vente dans 19 pays et emploie 27 000 salariés. Rexel est coté à la Bourse de Paris/Euronext.

## Histoire

### 1967-1990: Compagnie de distribution de matériel électrique
Le groupe Rexel est issu de la Compagnie de distribution de matériel électrique (CDME), créée en 1967 par la Compagnie Lebon. La CDME provient de la réunion de quatre sociétés : Revimex, Facen, Sotel, Lienard-Soval.
À partir des années 1980, la CDME engage son développement sur les marchés européen et international.
En 1983, la CDME intègre le second marché de la bourse de Paris. En 1987, la Compagnie française de l’Afrique occidentale (CFAO) devient le principal actionnaire de la CDME (69 %).

### 1990-2005: Construction du groupe Rexel
Le groupe Pinault acquiert la CDME en décembre 1990 et en devient le principal actionnaire. La filiale de distribution de matériel électrique représente 38 % du chiffre d’affaires du groupe Pinault.
En juin 1993, la CDME se rapproche de Groupelec Distribution (no 3 français). Le groupe adopte dès lors le nom de Rexel.
Dans les années 1990, Rexel recentre son activité sur la distribution de matériel électrique, après avoir cédé en 1988 la plus grande partie de son activité de distribution électronique professionnelle. Le groupe se sépare en 1994 de sa filiale GDFI.
Willcox et Gibbs aux États-Unis deviennent Rexel Inc. en 1995, Rexel Italia naît en 2000 de la fusion des 10 filiales italiennes et, la première coentreprise est créée en Chine sous le nom de Rexel Hailongxing.

### Depuis 2005: Évolutions du groupe
Le groupe PPR (Pinault-Printemps-Redoute) annonce la cession de Rexel, définitive le 16 mars 2005 avec l’entrée au capital du consortium Ray Investment composé de Clayton, Dubilier & Rice (en), Eurazeo et Merril Lynch Global Private Equity,. Rexel sort de la Bourse de Paris le 25 avril 2005.
Le groupe Rexel procède à des cessions d’actifs et engage une série d’acquisitions. Parallèlement aux 29 acquisitions de petite et moyenne taille qu’il réalise sur la période, le groupe rachète en 2006 la filiale de distribution américaine de General Electric, GE Supply, qui est rebaptisée Gexpro.
En 2007, Rexel lance avec le groupe Sonepar une offre conjointe d’achat sur le groupe Hagemeyer alors no 3 mondial. En 2007, Rexel change ses statuts et se transforme en société anonyme à directoire et conseil de surveillance. L’entreprise est réintroduite en bourse à Paris le 4 avril 2007 sur le marché Euronext.
En mars 2008, Rexel acquiert la majorité des actifs européens de Hagemeyer.
En 2011, l’entreprise acquiert Lucky Well Zhineng et Nortel Suprimentos Industriais, Yantra Automation et V&F Technologia.
Début 2012, le groupe acquiert les sociétés Delamano et Etil, puis le distributeur de matériel électrique indépendant Platt Electric Supply ainsi que l’entreprise Munro Distributing Company pour un montant de 115 millions d’euros. L'année 2012 marque également la prise de fonction de Rudy Provoost en tant que président du directoire. Il succède à Jean-Charles Pauze.
En 2015, le groupe acquiert Sofinther.
Le 30 avril 2015, Rexel cède ses activités en Amérique latine, puis en 2016 ses activités en Pologne, Slovaquie et dans les pays baltes à Würth.
En février 2016, Rexel acquiert Brohl & Appel, aux Etats-Unis. 
En 2020, le groupe cède son activité Gexpro Services.
En 2020, lors de la crise liée au Covid-19, Rexel enregistre une perte nette de 261,3 millions d'euros et un recul des ventes de 8,4%, à 12,6 milliards d'euros. 
En février 2021, le groupe acquiert les activités canadiennes de Wesco International puis annonce l’acquisition de Freshmile Services. Le groupe prend également une participation minoritaire de 25 % dans Trace Software International. En octobre 2021, Rexel annonce l'acquisition de Mayer, une entreprise de distribution de matériel électrique présente dans le sud-est des États-Unis.

## Activités
Rexel fournit le matériel pour l’installation et l’utilisation de l’électricité, principalement dans les bâtiments résidentiels, tertiaires et industriels. Le groupe est également positionné sur les projets d'infrastructures industrielles (mines, centrales hydroélectriques, gaz naturel etc.).
Les produits commercialisés par Rexel concernent notamment des circuits électriques moyenne tension dans un bâtiment : les compteurs sécurisés (disjoncteur général), les porteurs de courant, les fixations et protections, ainsi que les équipements qui permettent de protéger les circuits et de connecter et contrôler les appareils. Par ailleurs, le groupe vend des équipements pour les circuits basse tension et la gestion technique du bâtiment (domotique et immotique).
L’entreprise commercialise aussi des appareils électriques.

### Répartition
Le chiffre d’affaires du groupe Rexel au 31 décembre 2024 est de 19,285 milliards d’euros. Sa ventilation géographique est la suivante : l’Europe (49 %), l’Amérique du Nord (44 %), l’Asie Pacifique (7 %).
La répartition du chiffre d’affaires par marché est la suivante : 46 % pour le marché tertiaire, 26 % pour le secteur résidentiel et 28 % pour le marché industriel.

### Métiers
L’entreprise exerce son activité de distribution à travers des enseignes généralistes et spécialisées. 
Dans le cadre de son activité de distribution, Rexel propose différentes formes de service, conseil et vente,  logistique.

### Enseignes

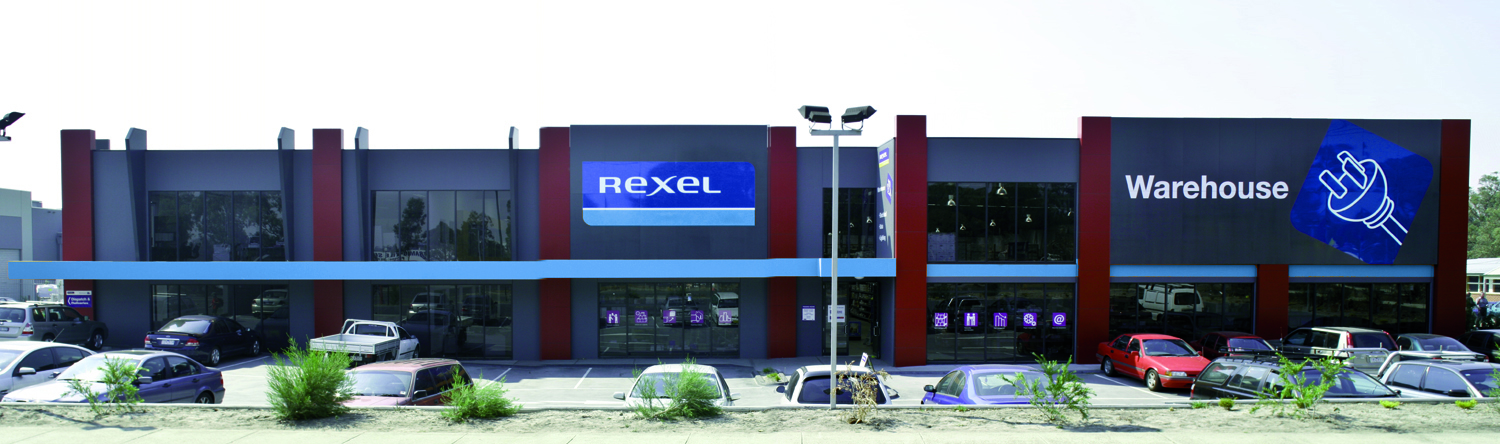
Centre logistique de Rexel en Australie.

Le groupe Rexel possède un réseau commercial de plusieurs enseignes, dont Rexel, Platt, ElektroMaterial,.
Rexel, la principale, est présente, entre autres, dans les pays suivants : Allemagne, Arabie Saoudite, Australie, Autriche, Belgique, Canada, Chine, Émirats arabes unis, Espagne, États-Unis, Finlande, France, Inde, Irlande, Italie, Luxembourg, Nouvelle-Zélande, Pays-Bas, Portugal, Royaume-Uni, Suède.

## Actionnaires
Liste des principaux actionnaires au 31 décembre 2024.
| Cevian Capital Partners (en) | 23,17 % |
| Salariés et anciens salariés | 1,35 %  |
| Autodétention                | 0,95 %  |
| FCPE Rexel                   | 0,20%   |

## Gouvernance de l'entreprise
Depuis 2014, le groupe Rexel a adopté la forme de société anonyme à conseil d'administration. Son conseil d'administration s'appuie sur trois comités spécialisés dont il fixe la composition et les attributions : le comité d'audit et des risques, le comité des nominations et le comité des rémunérations. Il est composé de 11 membres dont 50 % (hors administrateurs représentant les salariés) sont des femmes.
En 2016, le groupe Rexel dissocie les fonctions de président du conseil d'administration et de directeur général. Patrick Berard est nommé directeur général du groupe et Ian Meakins (en) président du conseil d'administration. En 2021, Guillaume Texier est nommé directeur général du groupe. En 2023, Agnès Touraine est nommée présidente du conseil d'administration.

## Controverses

### Soupçon de discrimination à l'embauche
À l'issue d'une campagne de testing initiée par le gouvernement français et menée à l'hiver 2018, Rexel est soupçonnée de discrimination à l'embauche envers le candidat « présumé maghrébin ». Critiquant la méthodologie de l'enquête, l'entreprise est cependant convoquée en juin 2020 à une journée de formation au secrétariat d'État à l'égalité entre les femmes et les hommes.

### Soupçons d'entente illicite et d'évasion fiscale
Une information judiciaire est ouverte en France en 2018 en raison d'un soupçon d'entente illicite ou cartel, visant les sociétés Sonepar, Rexel, Schneider et Legrand. L'autorité de la concurrence condamne en 2024 les entreprises à des amendes de plusieurs millions d'euros.
Des perquisitions indiquent la possibilité de mécanismes d'évasion fiscale, « Sonepar et son concurrent Rexel ont en effet créé à Genève de discrètes structures destinées à éluder l’impôt de France ».